# Vitaliano Gemelli
Vitaliano Gemelli (ur. 27 czerwca 1946 w Catanzaro) – włoski polityk, księgowy i samorządowiec, a także działacz społeczny. Poseł do Parlamentu Europejskiego V kadencji.

## Życiorys
W 1970 uzyskał uprawnienia księgowego, a następnie biegłego rewidenta. Pracował jako audytor w różnych przedsiębiorstwach, był członkiem komisji podatkowych i doradcą organizacji spółdzielni rolniczych. W latach 1985–1990 zasiadał w radzie regionalnej w Kalabrii, gdzie kierował komisją rewizyjną.
Od 1999 do 2004 z ramienia Zjednoczonych Chrześcijańskich Demokratów był posłem do Parlamentu Europejskiego. Należał m.in. do grupy chadeckiej, pełnił przez całą kadencję funkcję przewodniczącego Komisji Petycji.
Zaangażowany w działalność społeczną. W 2000 objął funkcję wiceprzewodniczącego UNLA, narodowej unii walki z analfabetyzmem. W 2008 stanął na czele tej organizacji.